# Sîn-lēqi-unninni
Sîn-lēqi-unninni (acadio: 𒁹𒀭𒌍𒋾𒀀𒅆) era un asipu o estudioso que vivió en Mesopotamia en el período entre 1300 a. C. y 1000 a. C.. En los círculos literarios, sin embargo, es recordado por haber compilado la versión mejor conservada de la Poema de Gilgamesh, la llamada «versión estándar». Su nombre aparece en el propio texto, lo cual no era lo ortodoxo para obras escritas en cuneiforme. Su versión es conocida por su íncipit, o primera línea «Sha naqba īmuru» («El que vio lo profundo» o «El que vio el abismo»). Se desconoce hasta qué punto su versión es diferente de los textos anteriores.
El prólogo presenta el único caso de narración en primera persona por Sîn-lēqi-unninni. Su versión incluye la historia de Utnapishtim del Diluvio en la tableta XI y, en la tableta XII, Gilgamesh, Enkidu y el inframundo.
El nombre de Sîn-lēqi-unninni significa «Sîn (el Dios de la Luna) es aquel que acepta mi oración». También es a veces transcrita, aunque menos probablemente, como «Sîn-liqe-unninni», que significa «¡Oh Sîn! Acepta mi oración».